# Wisdom Mumba Chansa
Wisdom Mumba Chansa (Mufulira, Copperbelt, 17 de abril de 1964-Gabón, 28 de abril de 1993) fue un futbolista de Zambia que jugó en la posición de centrocampista.

## Carrera

### Club
| Periodo   | Club                |
| --------- | ------------------- |
| 1983-1985 | Rhokana United      |
| 1985-1989 | Power Dynamos FC    |
| 1989      | CSKA Pomir Dushanbe |
| 1990-1993 | Power Dynamos FC    |
| 1993      | Dynamos             |

### Selección nacional
Jugó para Zambia en 34 ocasiones de 1985 a 1993 y anotó cuatro goles; participó en los Juegos Olímpicos de Seúl 1988 y en tres ediciones de la Copa Africana de Naciones.

## Muerte
Wisdom Mumba Chansa murió en el accidente aéreo de la selección de fútbol de Zambia cerca de Gabón el 27 de abril de 1993.

## Logros
- Primera División de Zambia (2): 1983, 1991
- Copa de Zambia (1): 1990
- Copa Desafío de Zambia (1): 1990
- Zambian Charity Shield (2): 1983, 1984
- Recopa Africana (1): 1991